# Vertumne
Vertumne, dont le nom signifie « tourner, changer », est le dieu des saisons, du changement et de la croissance des plantes, ainsi que des jardins et des arbres fruitiers dans la mythologie romaine.
Il est principalement connu pour son amour pour la nymphe Pomone et la cour qu'il lui fit, déguisé, pour en faire son épouse.
Le festival consacré à Vertumne s'appelait Vertumnalia et avait lieu le 13 août.

## Étymologie
Le nom de Vertumnus a la forme d'un ancien participe présent moyen du verbe verti « tourner » (intransitif). C'est originellement un dieu des cycles temporels, du cours du temps. Son nom est apparenté à la désignation germanique du destin *wurdi-.
Ainsi, pour Georges Dumézil, Vertumne « évoque la transformation, la puissance de mutation cyclique qui fait les saisons. »

## Origine
Varron était convaincu que Vortumnus était d'origine étrusque et qu'il y était un dieu majeur,. Le culte de Vertumne est arrivé à Rome vers 300 av. J.-C., et un temple lui fut construit sur la colline de l'Aventin en 264 av. J.-C., date à laquelle Volsinii (Velzna étrusque) tomba aux mains des Romains. Properce, la principale source littéraire concernant Vertumne, affirme également que le dieu était étrusque et venait de Volsinii.
La recherche moderne a mis en doute cette origine étrusque. Georges Dumézil fait remarquer que le nom de Vertumne est bien latin et que l'Étrurie ne connaît pas ce dieu. Hors de Rome, de rares inscriptions le mentionnent en Ombrie, en Apulie, sur l'Adriatique, en Cisalpine, mais aucune en Étrurie. Selon lui, la déesse de Volsinies portait un nom voisin, mais différent. Il suggère un processus d'assimilation d'un dieu latin préexistant à la déesse des ennemis étrusques que les Romains souhaitaient acquérir.

## Mythe

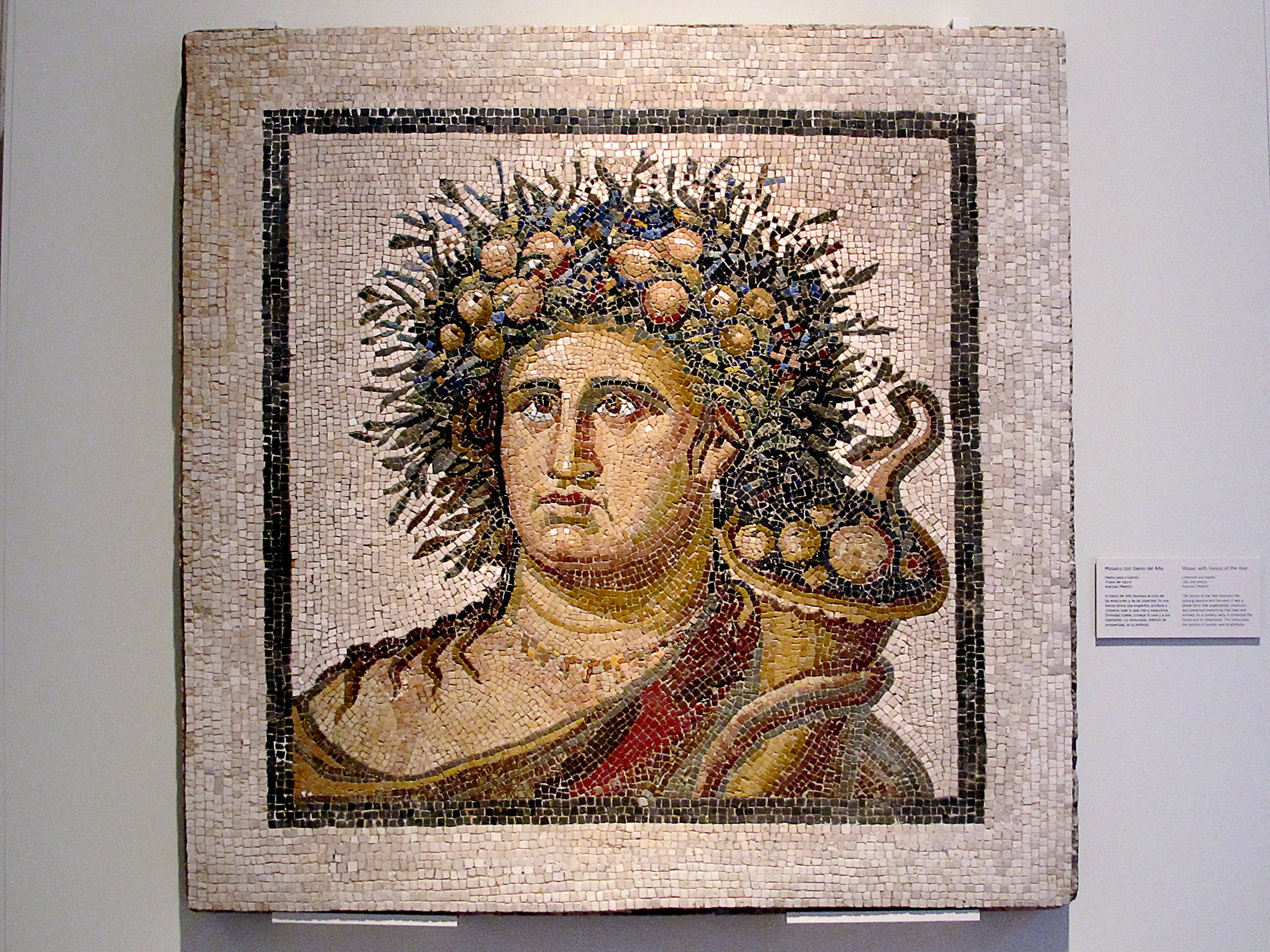
Mosaïque représentant Vertumne, Madrid.

Vertumne avait le privilège de pouvoir changer de forme à son gré à l'instar de Protée, et il eut recours à cet artifice pour se faire aimer de la nymphe Pomone qu'il choisit pour épouse. 
En effet, dans l’histoire des deux divinités Vertumne et Pomone telle que contée par Ovide (livre XIV des  Métamorphoses), Pomone est poursuivie par de nombreux dieux de Rome en raison de sa grande beauté. Elle leur reste indifférente, préférant ignorer l'amour de ces dieux pour ne se consacrer qu'à son jardin. Cependant, l'un de ces dieux, Vertumne, fou amoureux d'elle, n'abandonne pas facilement. Utilisant ses pouvoirs, il adopte ainsi de nombreux déguisements pour obtenir la main de Pomone. Il vient chez elle d'abord comme moissonneur, puis comme vendangeur, soldat et pêcheur, vantant chaque fois les mérites du dieu Vertumne. Elle continue cependant à le mépriser et à l'ignorer. Dans une dernière tentative, il vient à elle sous l'apparence d'une vieille femme, décrivant les vertus du mariage et les dangers qui existent à rejeter l'amour. 
À la fin de son récit, Vertumne décide d'apparaître comme lui-même, et à sa vue, Pomone tombe amoureuse.

## Temple
Vertumne avait un temple à Rome, près du marché aux légumes et aux fruits dont il était le dieu tutélaire. Il était représenté sous la figure d'un jeune homme avec une couronne d'herbes de différentes espèces, tenant de la main gauche des fruits, et de la droite une corne d'abondance.
Propertius fait référence à cette statue en bronze de Vortumne  faite par le légendaire Mamurius Veturius, qui a également été crédité des douze boucliers rituels (anciles) des prêtres de Mars, les Saliens. La statue de bronze remplaçait une ancienne statue d'érable (xoanon) censée avoir été apportée à Rome à l'époque de Romulus,. La statue de Vortumne (signum Vortumni) se tenait dans un simple sanctuaire situé au Vicus Tuscus près du Forum Romanum, et était décorée selon les saisons changeantes. Dans son poème sur le dieu, Propertius fait parler la statue de Vortumne à la première personne comme à un passant.
La base de la statue fut découverte en 1549, peut-être encore in situ, mais a depuis été perdue. Une inscription commémorait une restauration de la statue sous Dioclétien et Maximien au début du IVe siècle.

## Langage populaire
- Si vous ne connaissez pas le sujet, laissez ce bandeau (vous pouvez alors contacter les auteurs).
- Si vous supprimez le contenu mis en cause (vous pouvez préalablement contacter les auteurs),

argumentez précisément cette suppression dans la page de discussion
(un manque de référence n'est pas un argument ; une recherche réelle de référence doit avoir été effectuée, être formellement documentée).
Les Latins avaient un proverbe suivant lequel les gens inconstants et capricieux étaient nés iratis Vertumnis[source insuffisante], faisant ainsi allusion à son apparence constamment changeante.

## Vertumne dans l'art

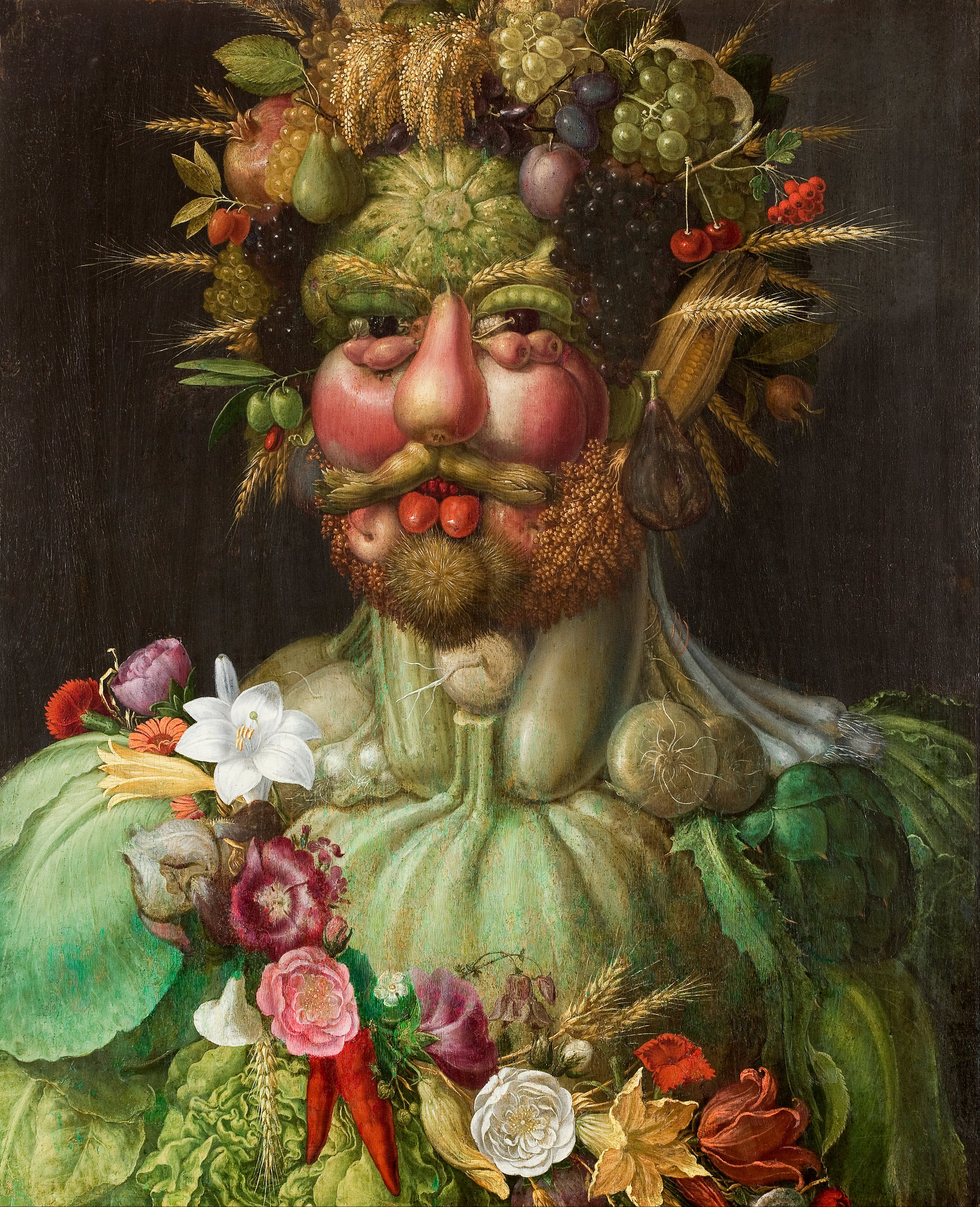
Vertumne ou Rodolphe II en Vertumne (1590) par Giuseppe Arcimboldo.

Vertumne, en particulier le thème de Vertumne et Pomone, eut beaucoup de succès, tant durant l'Antiquité que plus tard, à l'époque classique, séduisant les sculpteurs et peintres européens du XVIe au XVIIIe siècle et leur fournissant un sous-texte érotique dans un scénario où la beauté féminine juvénile formait un contraste avec l'apparence de la vieille femme. En racontant l'histoire des Métamorphoses, Ovide avait observé que le genre de baisers donnés par Vertumne n'avait jamais été donné par une vieille femme : « Le sourire de Circé cache une intention méchante, et les baisers chauds de Vertumne conviennent mal au déguisement d'une vieille femme ».

### Opéra, musique
Le mythe de Pomone et Vertumne est à l'origine de Pomone (1671), pastorale de Robert Cambert sur des paroles de Pierre Perrin. Il s'agit du premier opéra en langue française, c'est-à-dire une pièce de théâtre entièrement en musique : le texte est entièrement chanté, il n'y a pas un mot parlé.
Il existe également une cantate (ajoutée à Les amours de Protée, opéra-ballet) titrée Pomone, de Charles-Hubert Gervais, datant de 1720 et évoquant ici aussi les amours des deux dieux.

### Littérature
Le nobel de littérature Joseph Brodsky (1940-1996) écrivit un poème sur Vertumne.

### Tapisseries

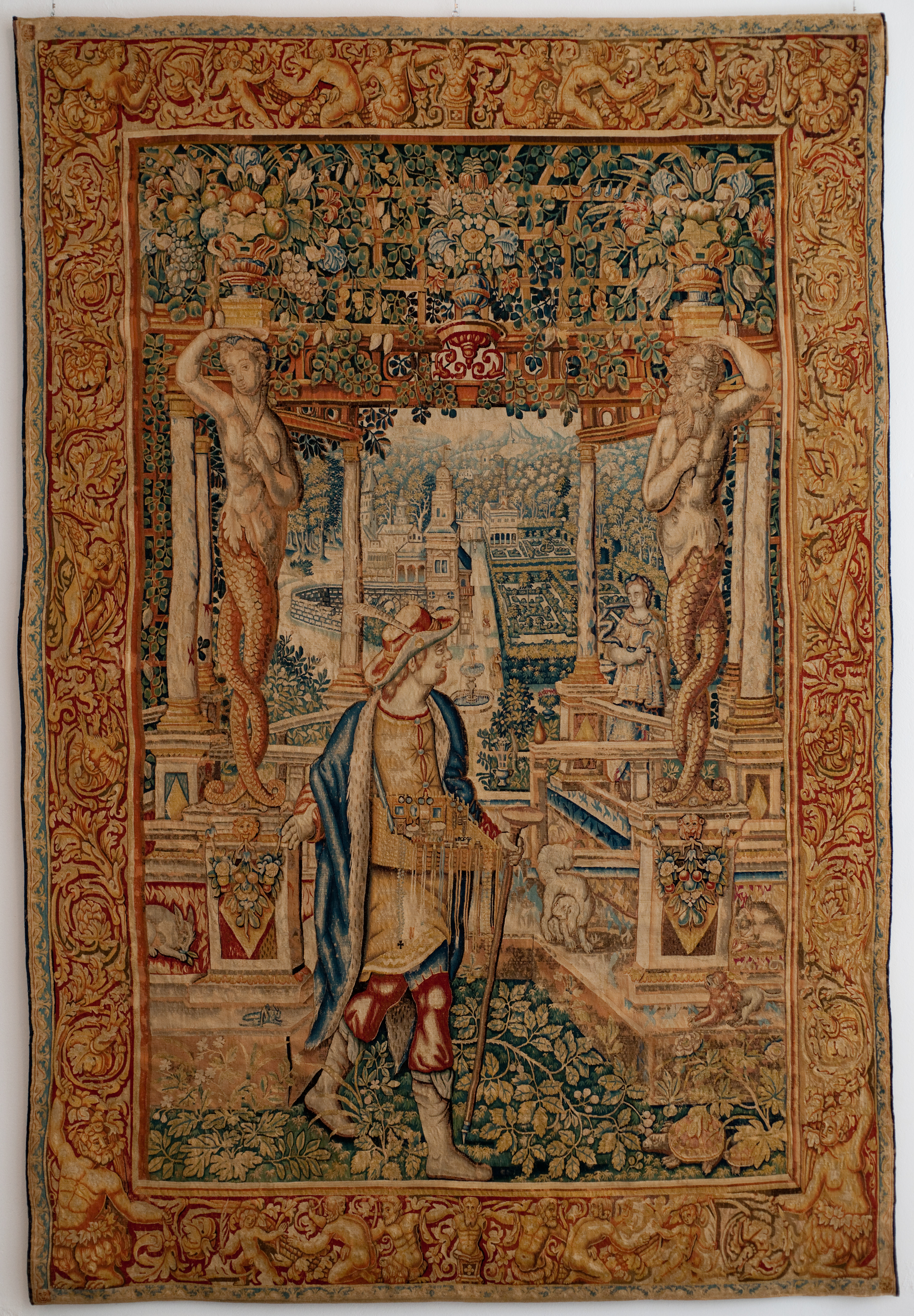
Vertumne colporteur Bruxelles, XVIIe siècle.
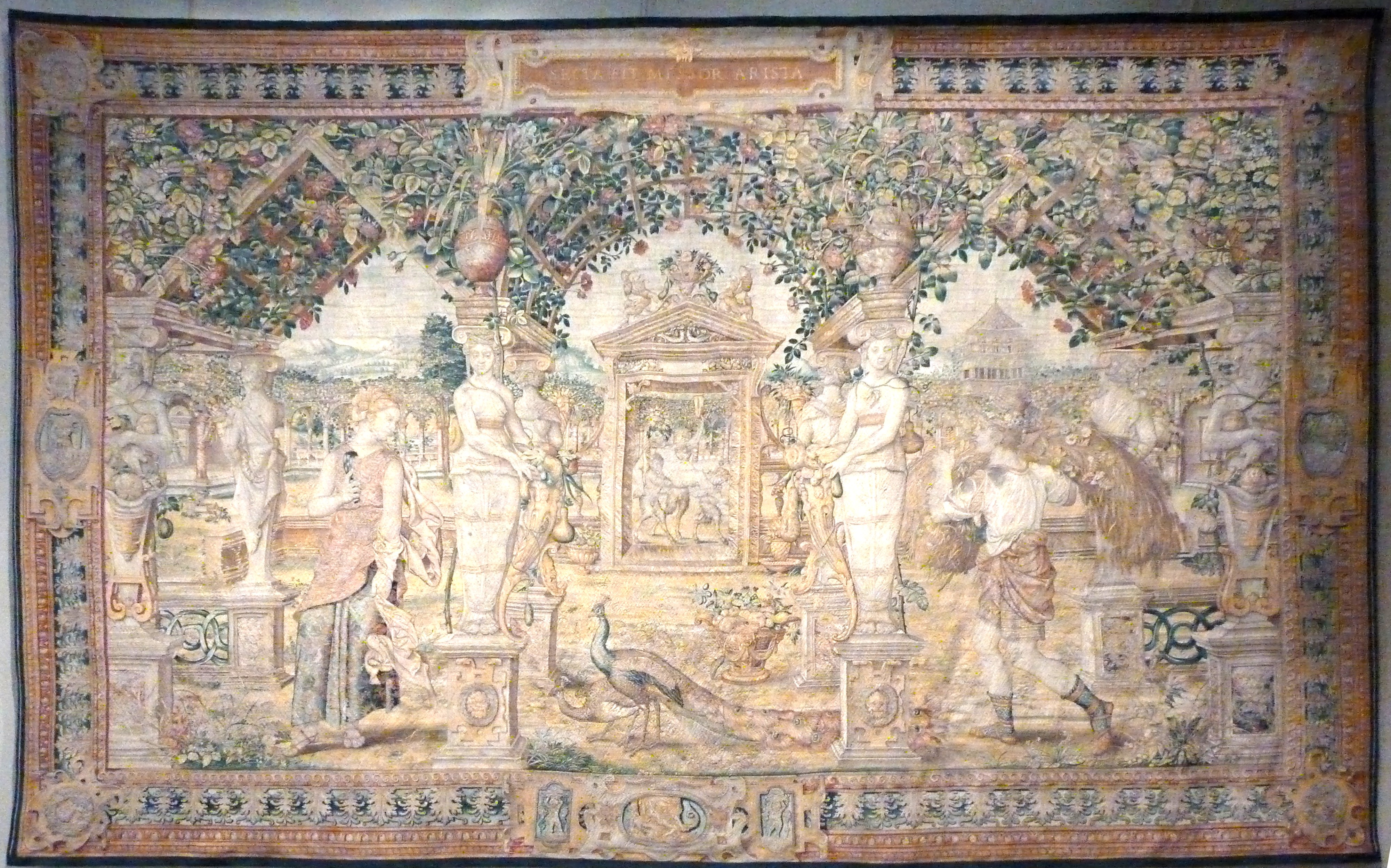
Vertumne transformé en faucheur XVIIe siècle.
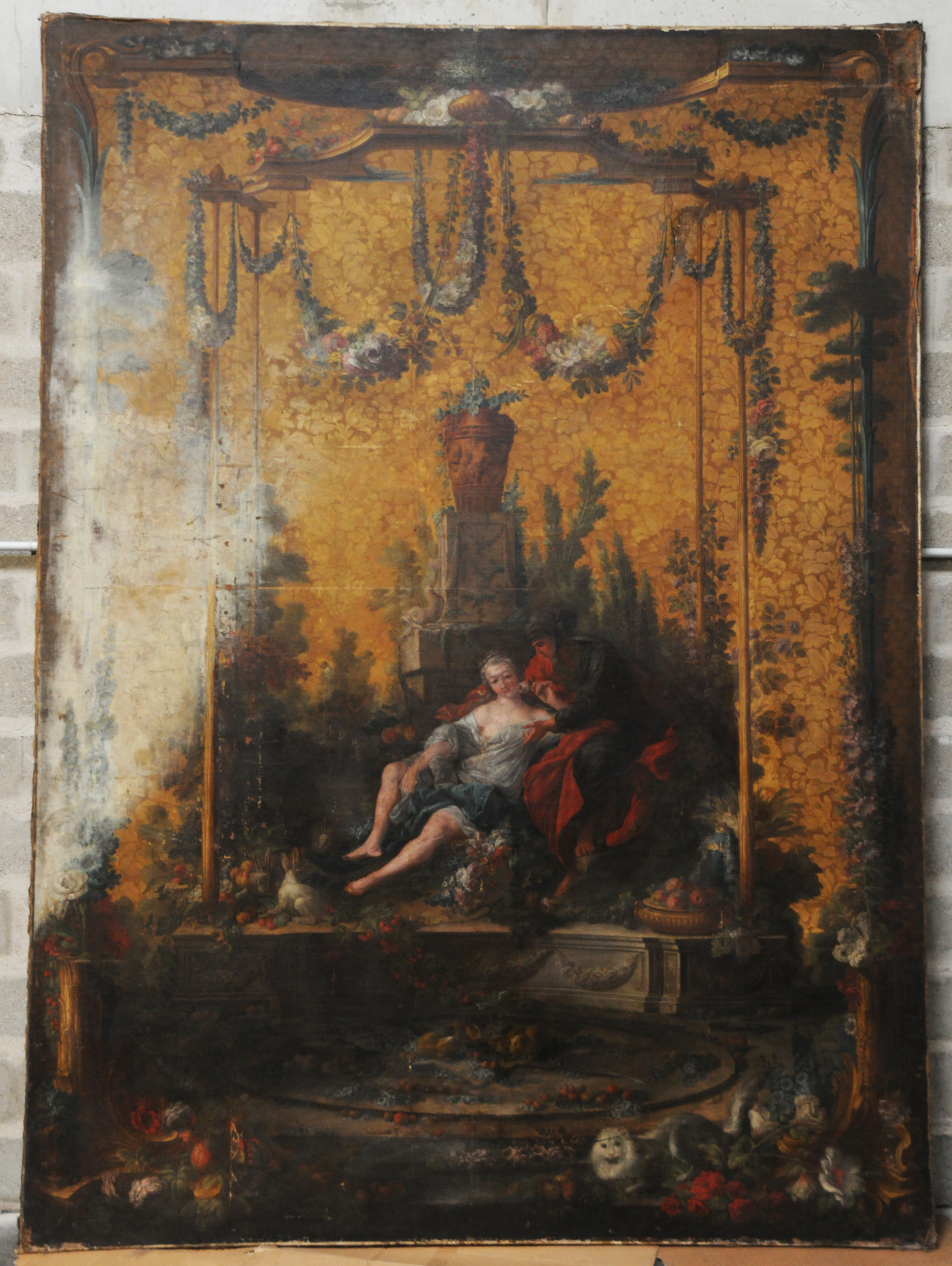
Vertumne et Pomone Carton de tapisserie par François Boucher.

### Dans la peinture

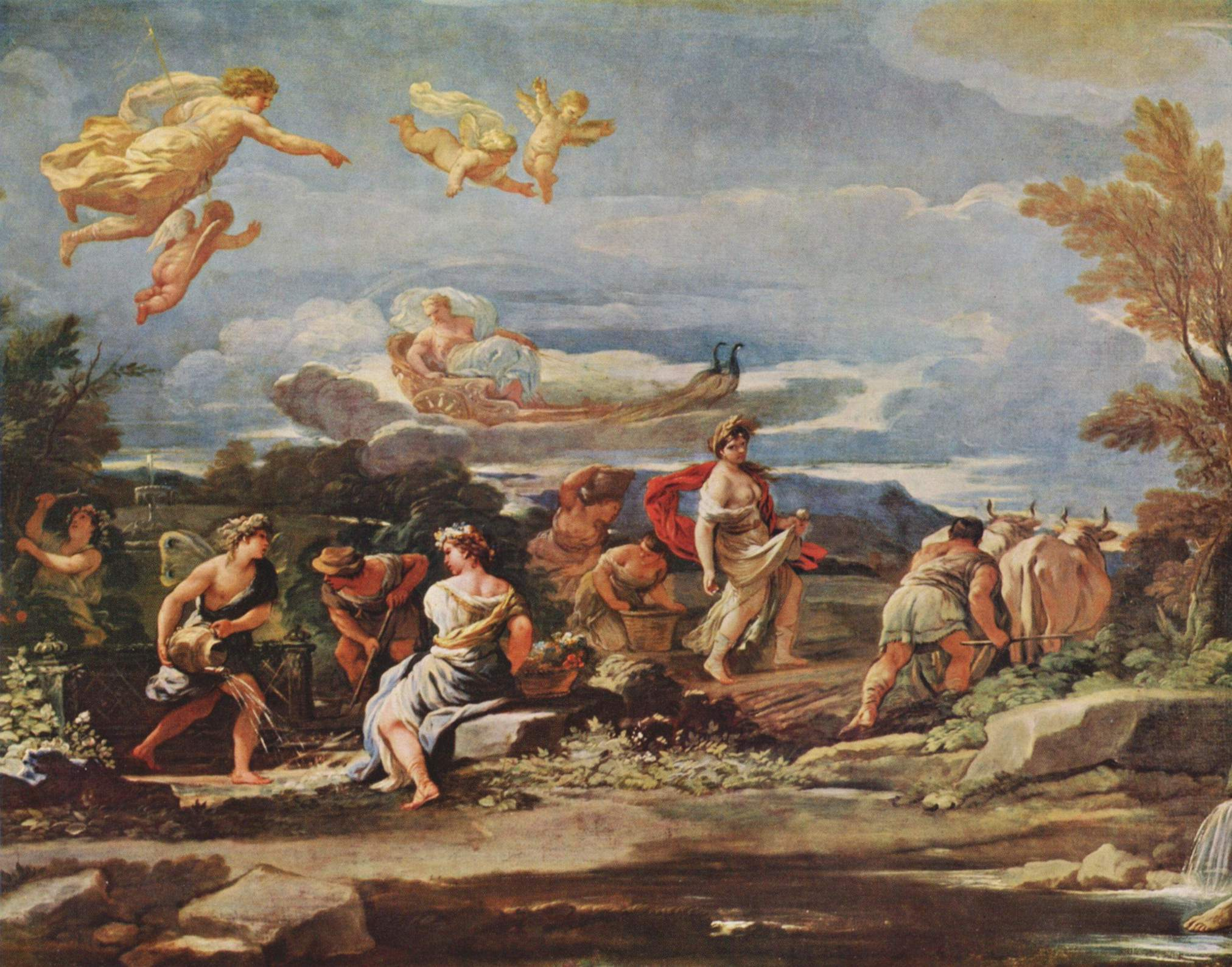
Vertumne et Pomone (1682–1683) par Luca Giordano.
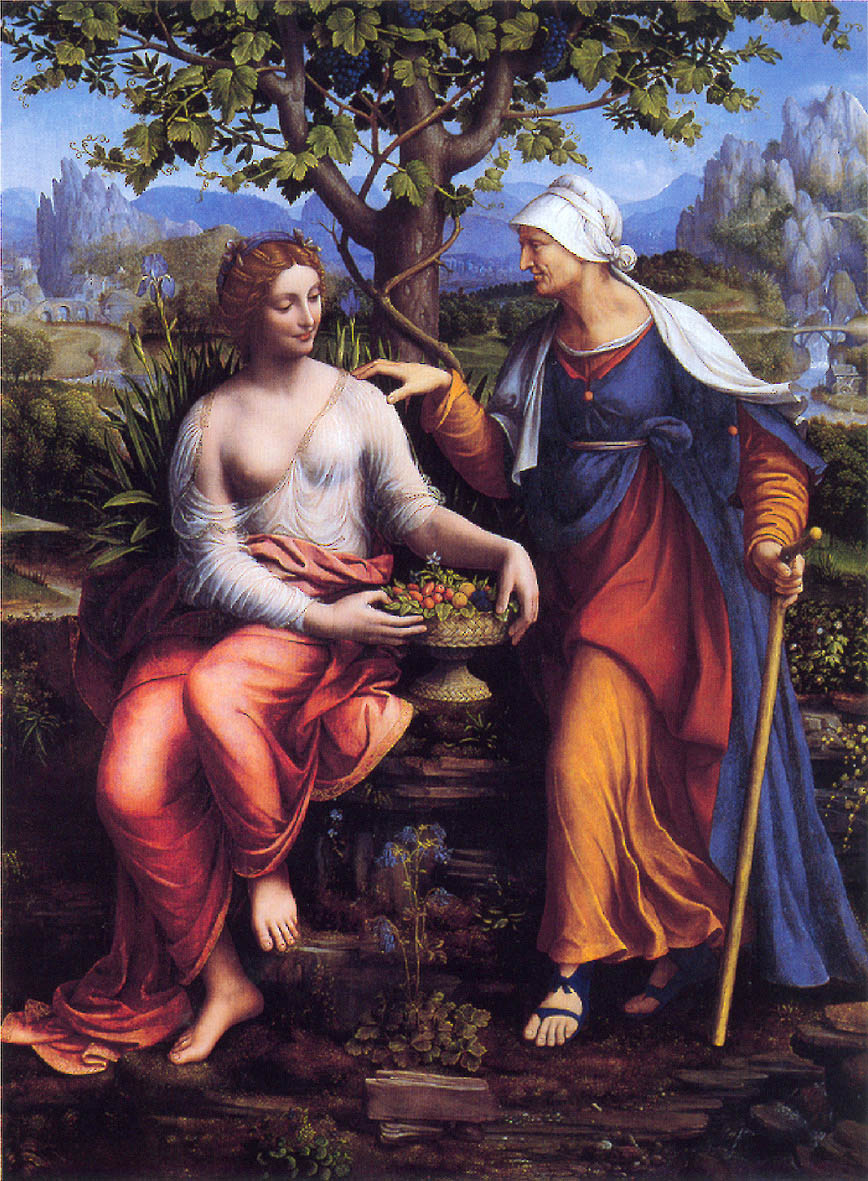
Vertumne et Pomone par Francesco Melzi, début XVIe siècle Gemäldegalerie (Berlin).
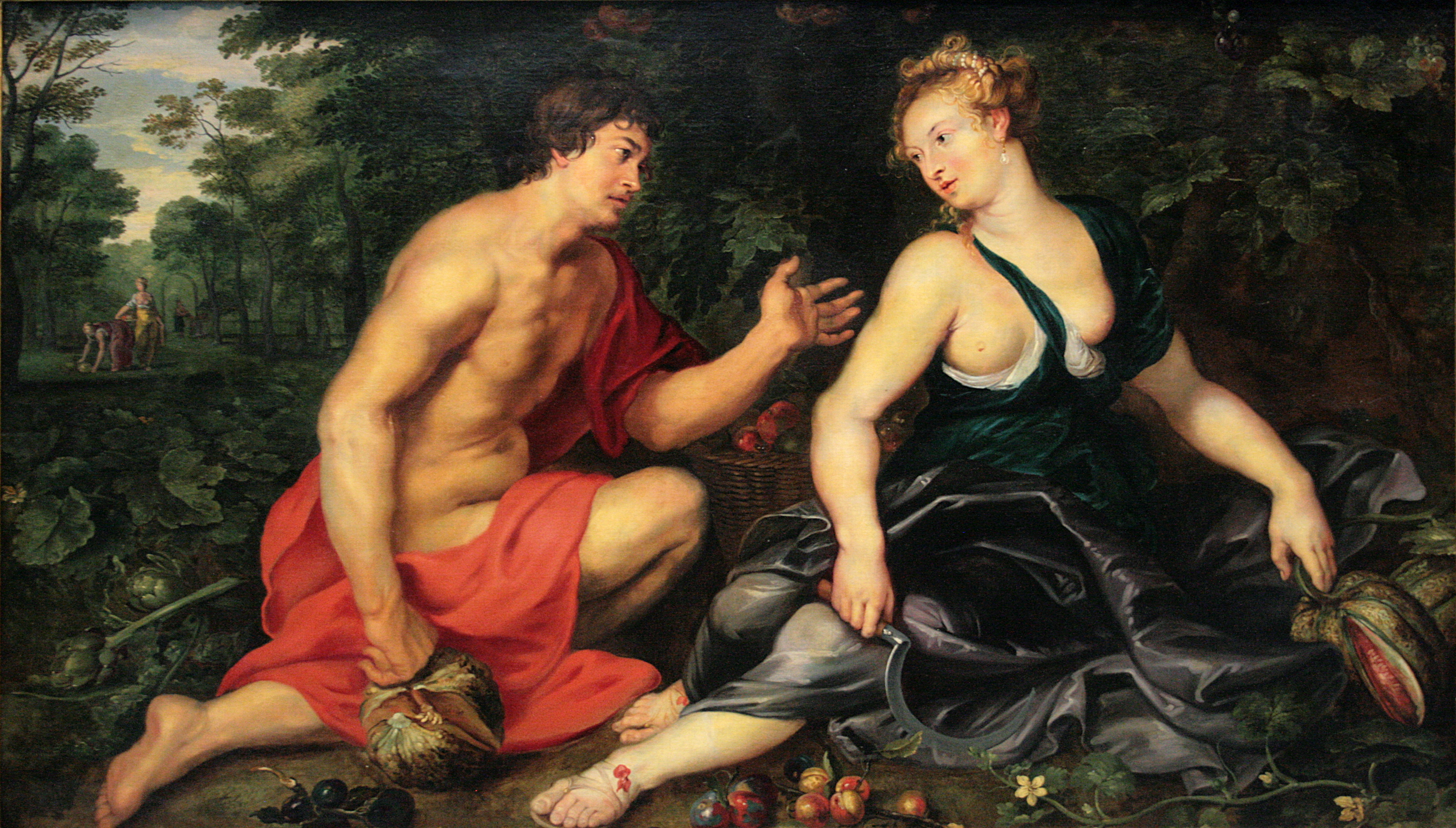
Vertumne et Pomone par Pierre Paul Rubens, 1617-1619 Collection privée, Madrid.
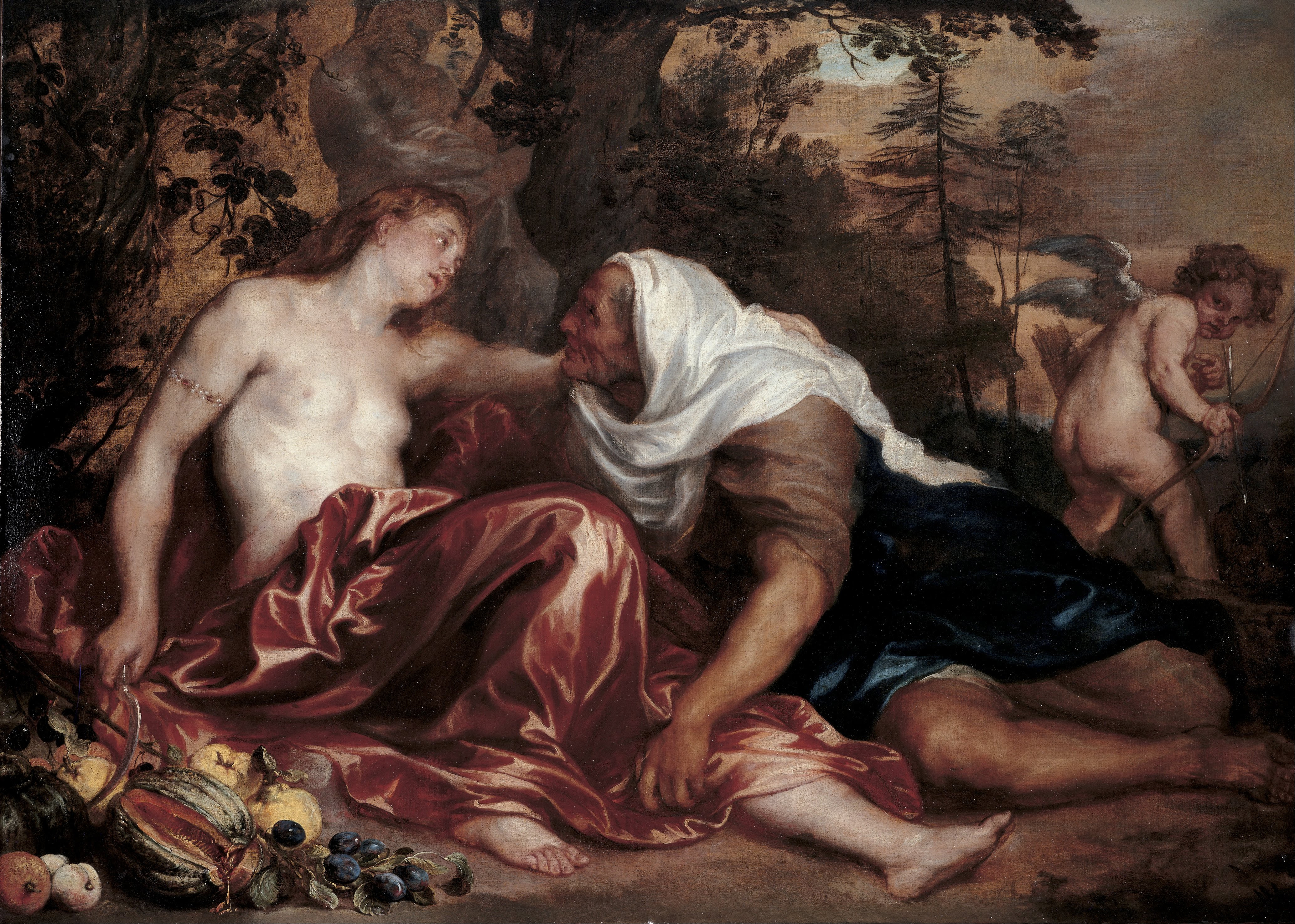
Vertumne et Pomone par Antoine van Dyck, 1625 Musei di Strada Nuova, Gênes.
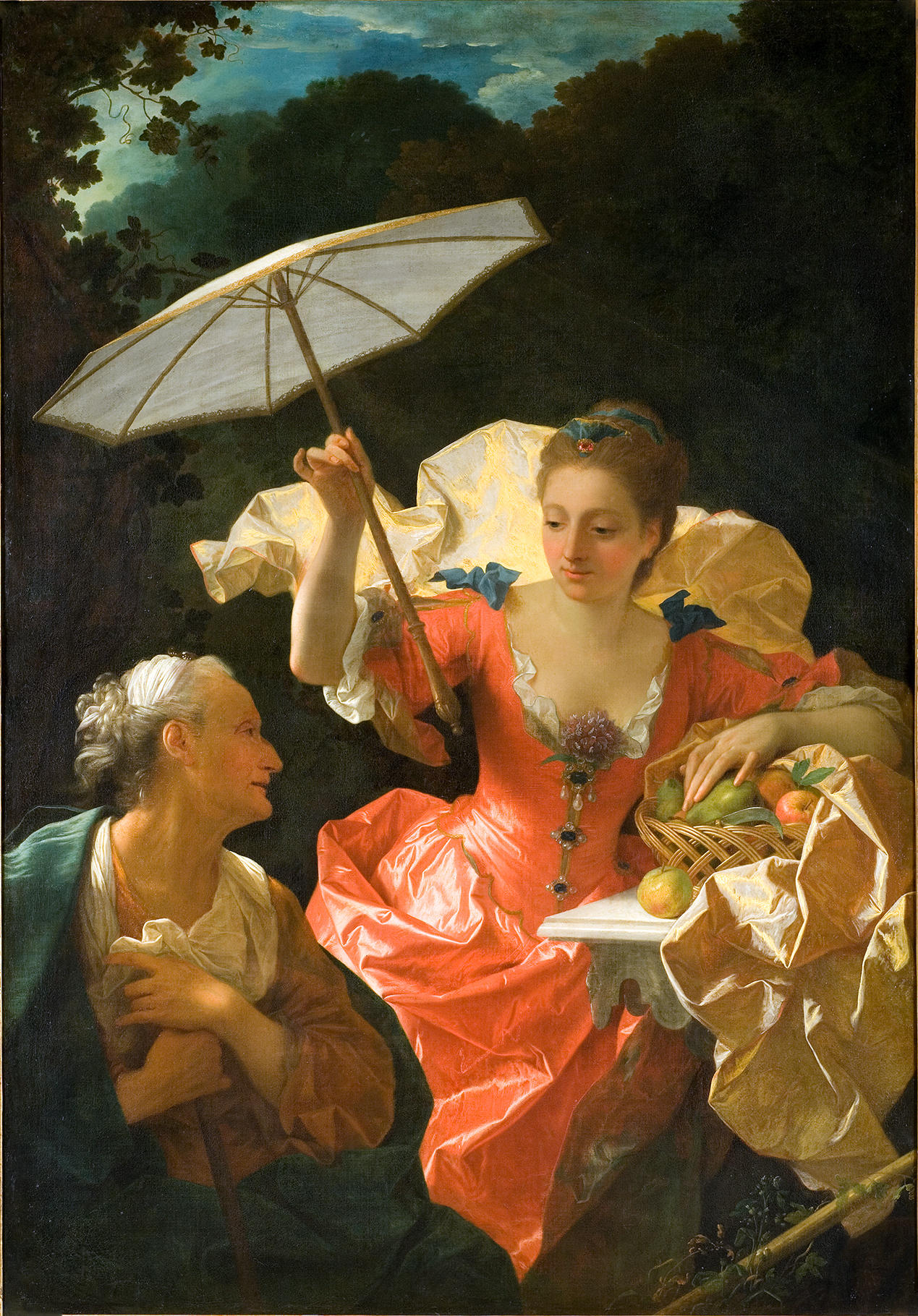
Vertumne et Pomone par Jean Ranc, 1710-1722, musée Fabre.
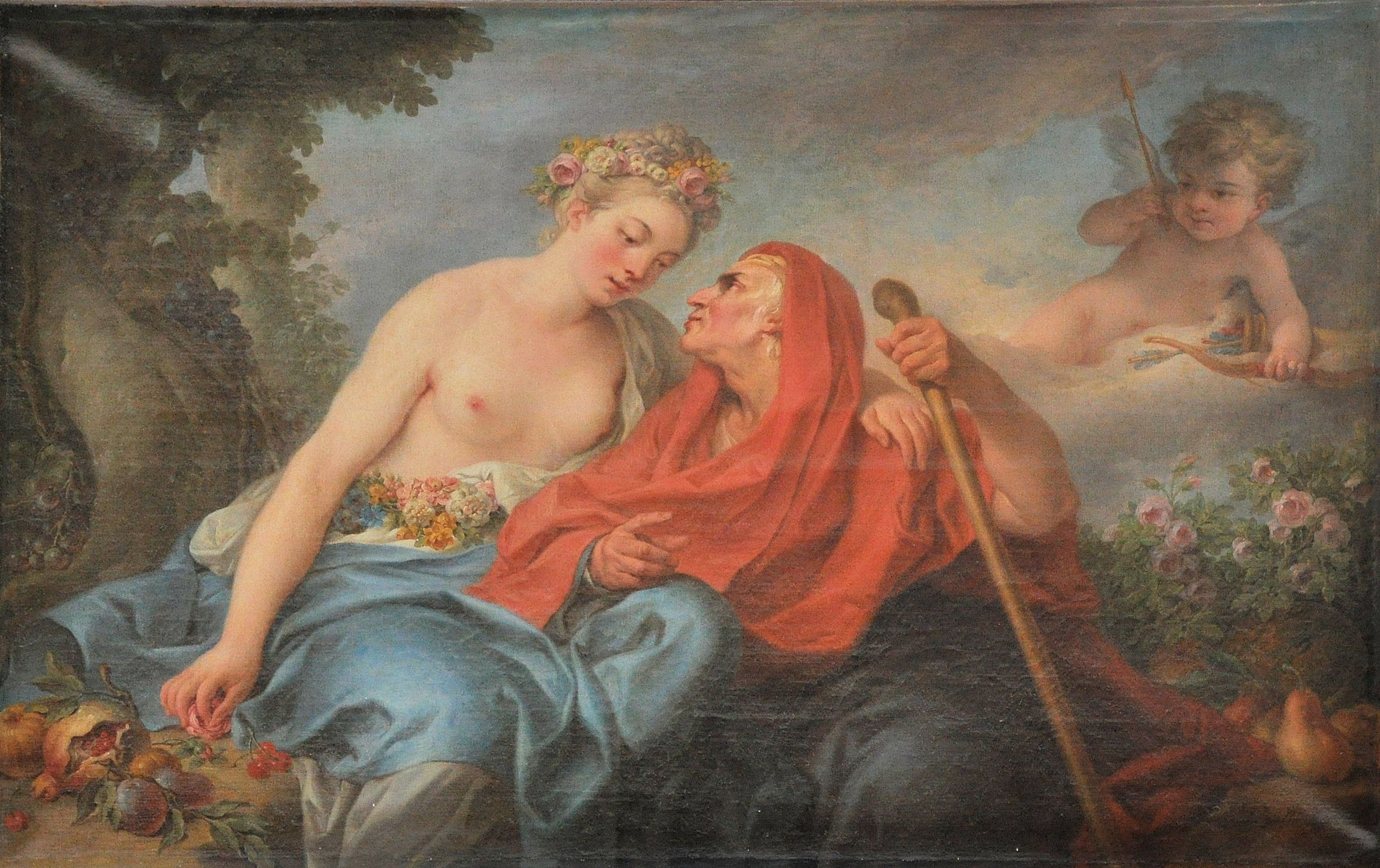
Vertumne et Pomone par Clément Belle, 1772, Petit Trianon.

### Dans la sculpture

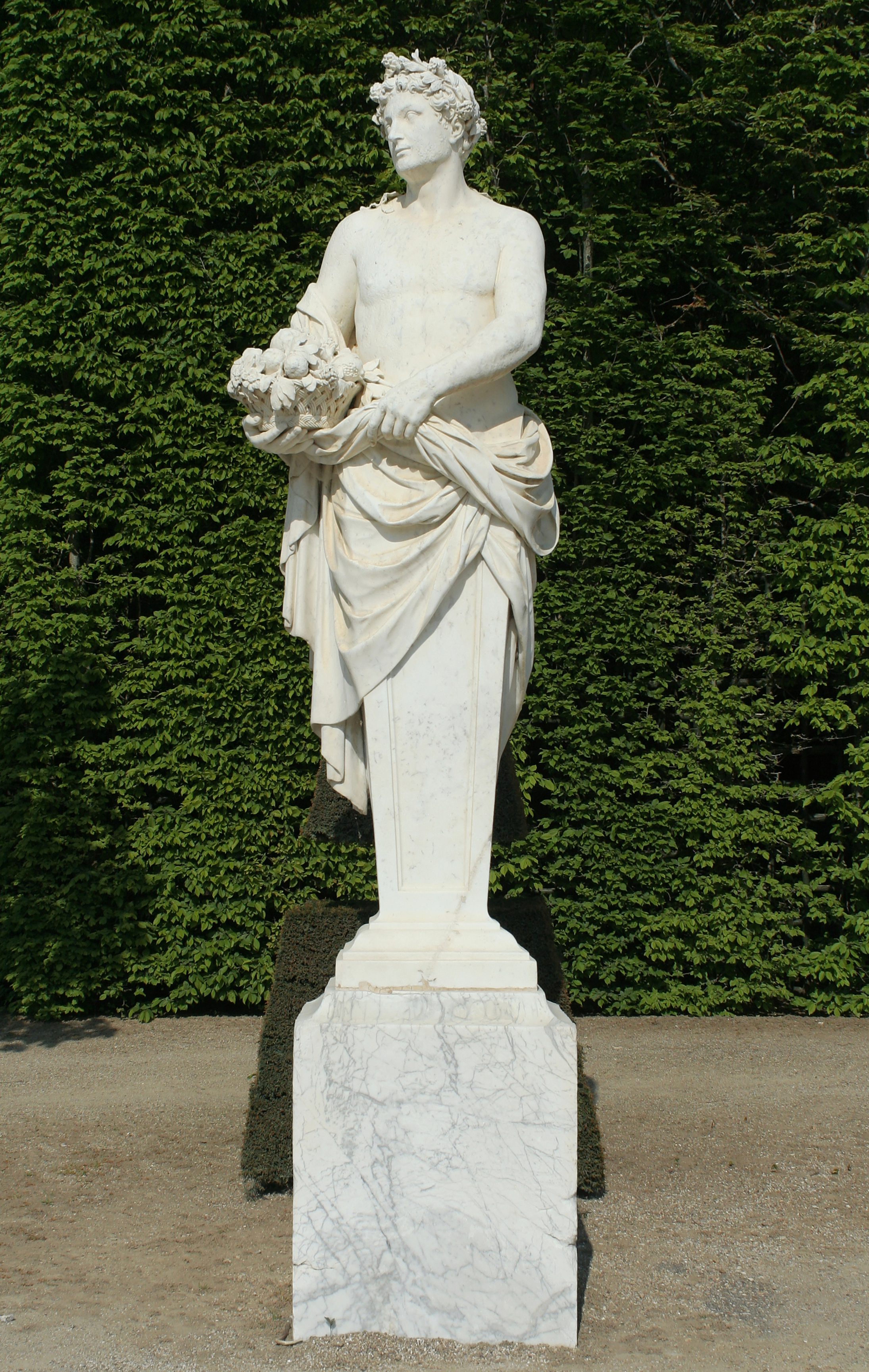
Vertumne (1684-1689) par Étienne Le Hongre, Versailles.
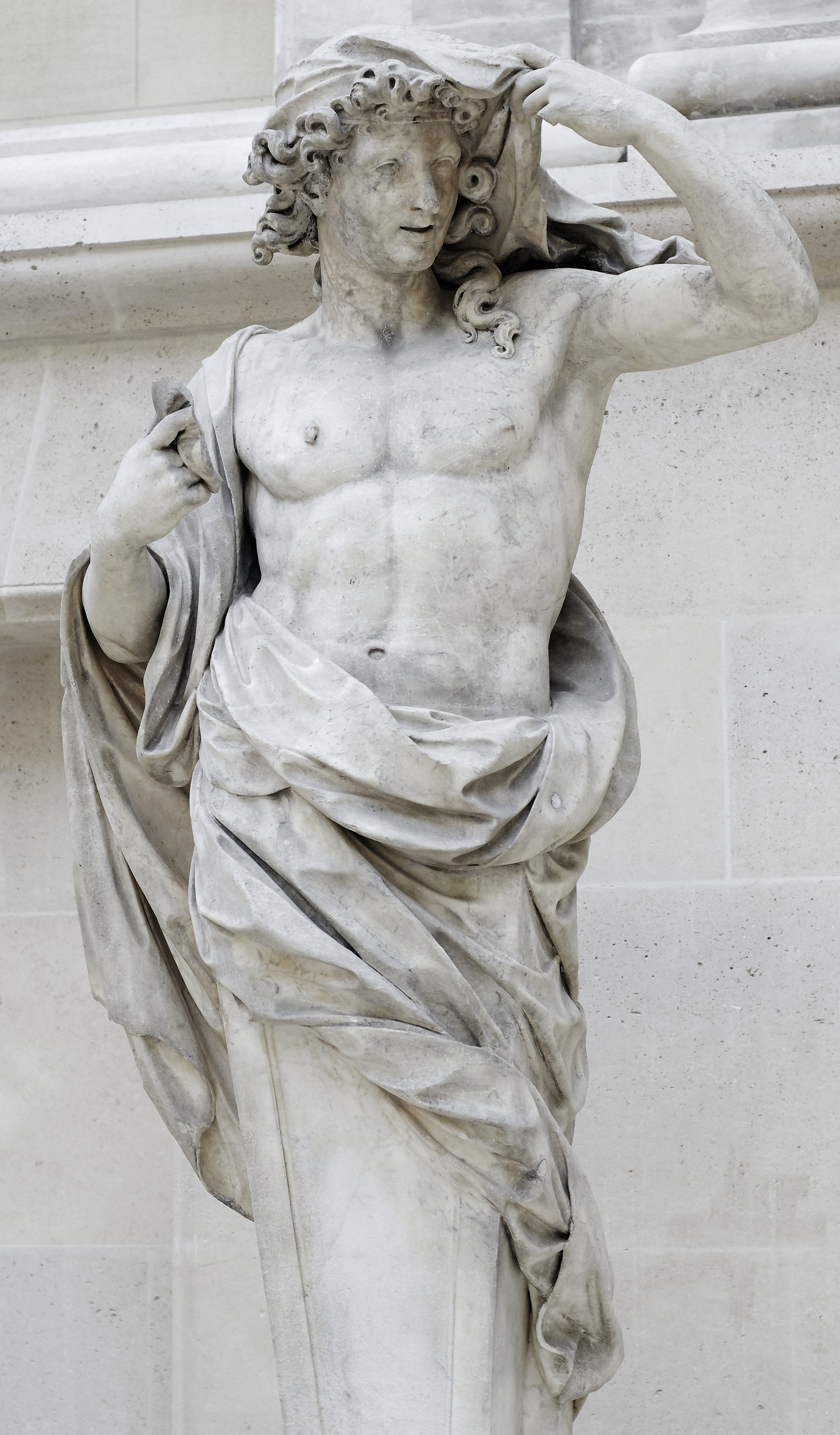
Vertumne, par François Barois, Musée du Louvre.
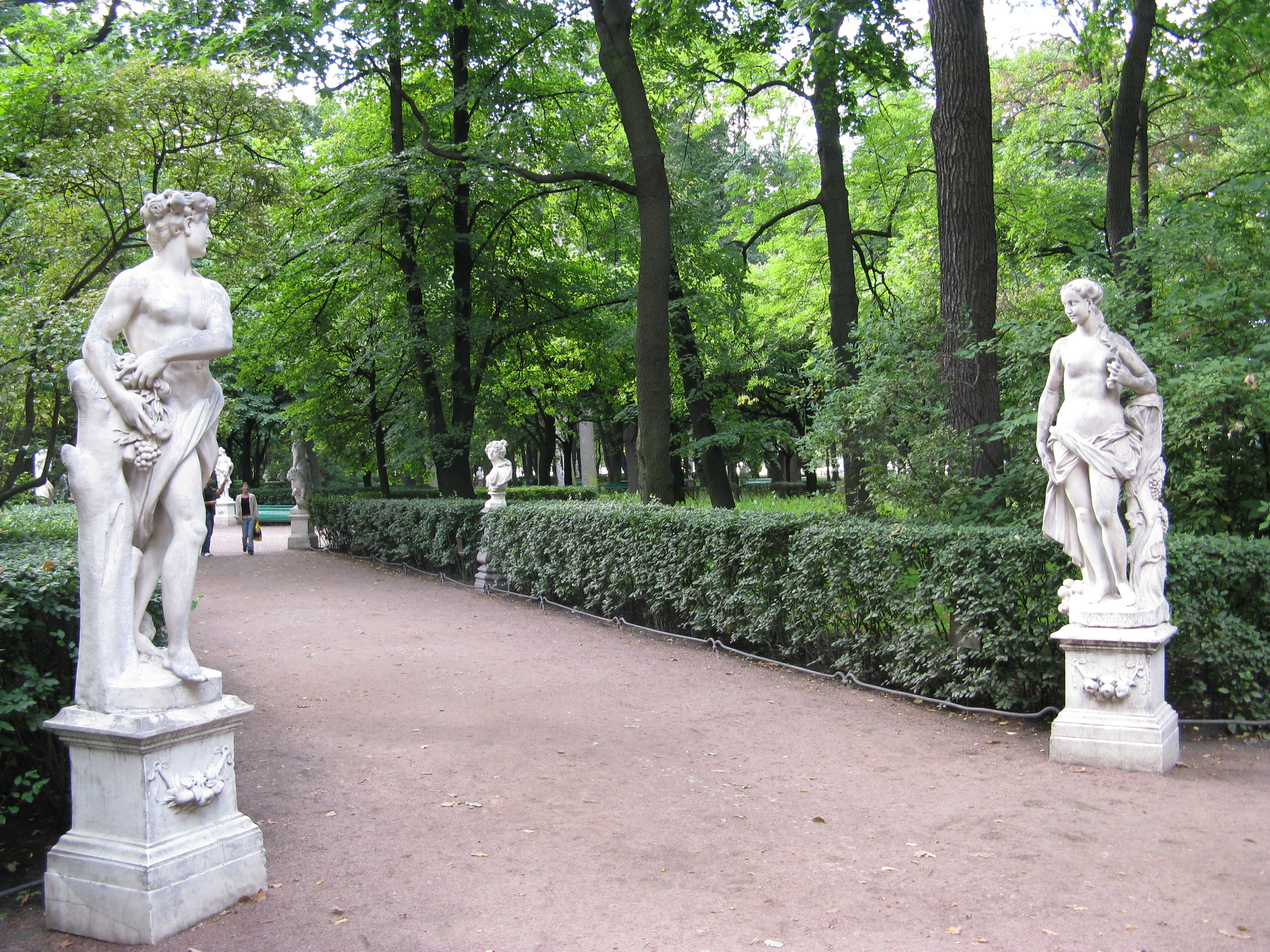
Vertumne et Pomone (1717) par Francesco Penso, dans une allée du jardin d'été, à Saint Petersbourg.
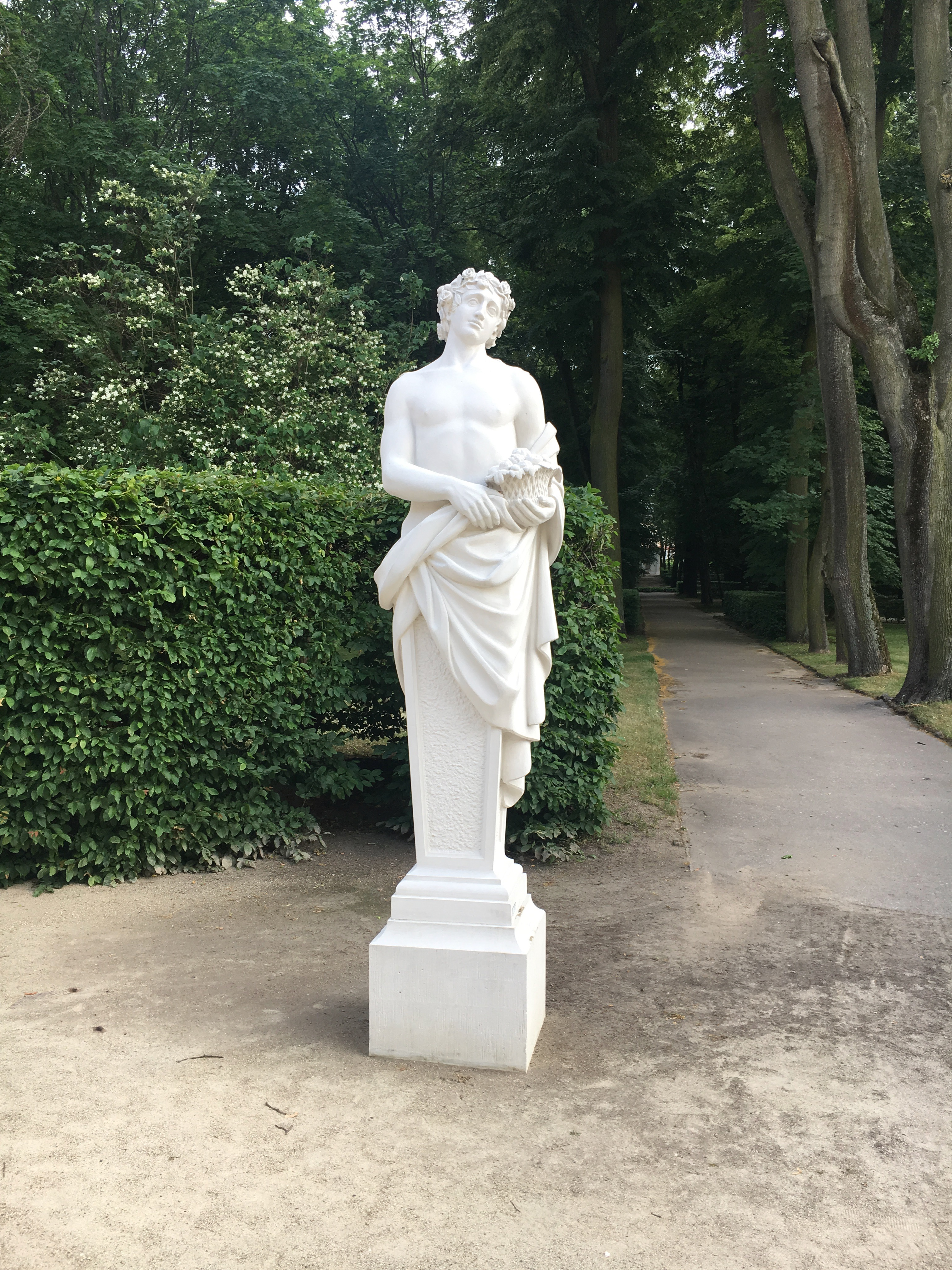
Vertumne, au Palais Branicki, en Pologne.
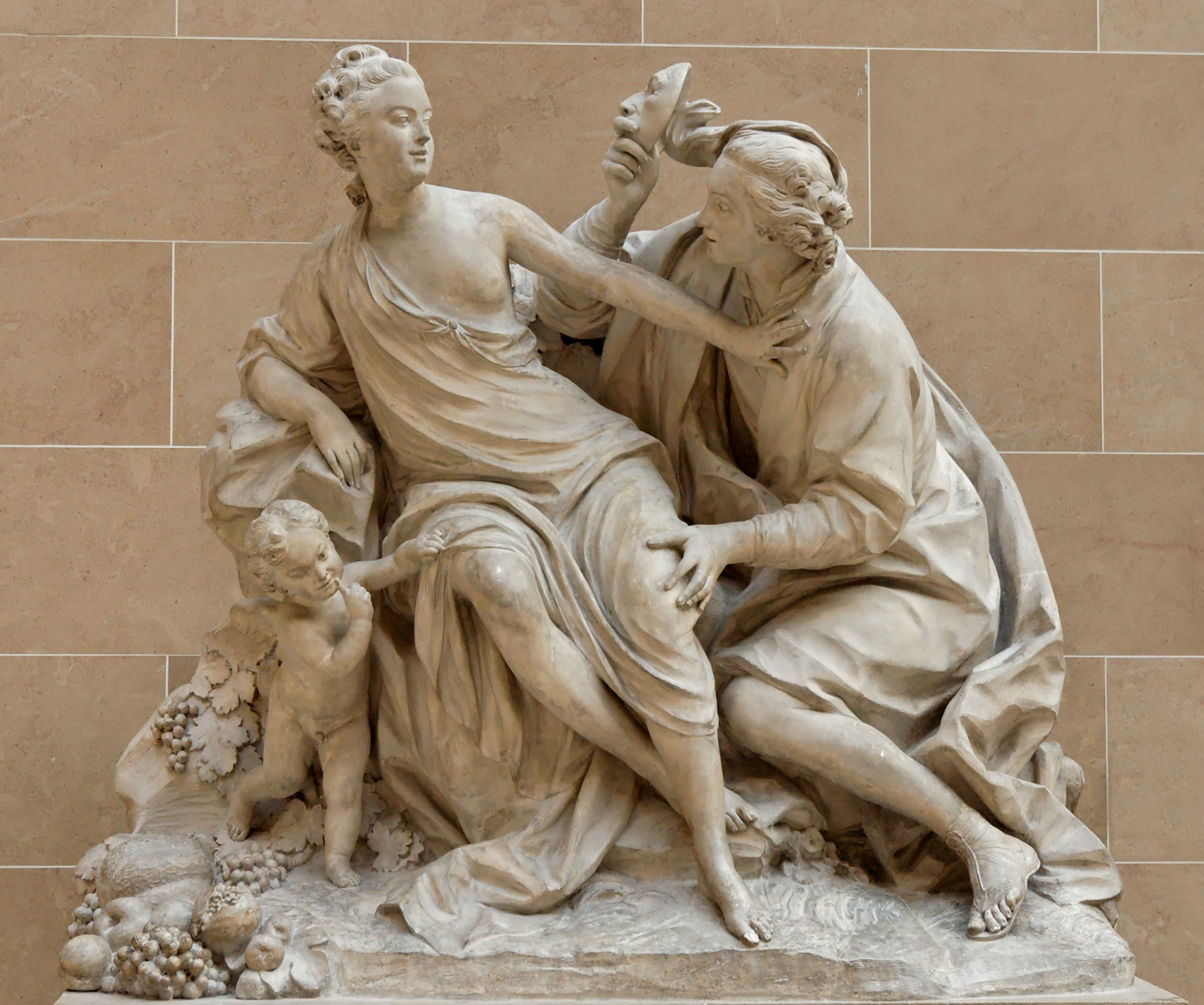
Vertumne et Pomone (1760) de style rococo par Jean-Baptiste Lemoyne.
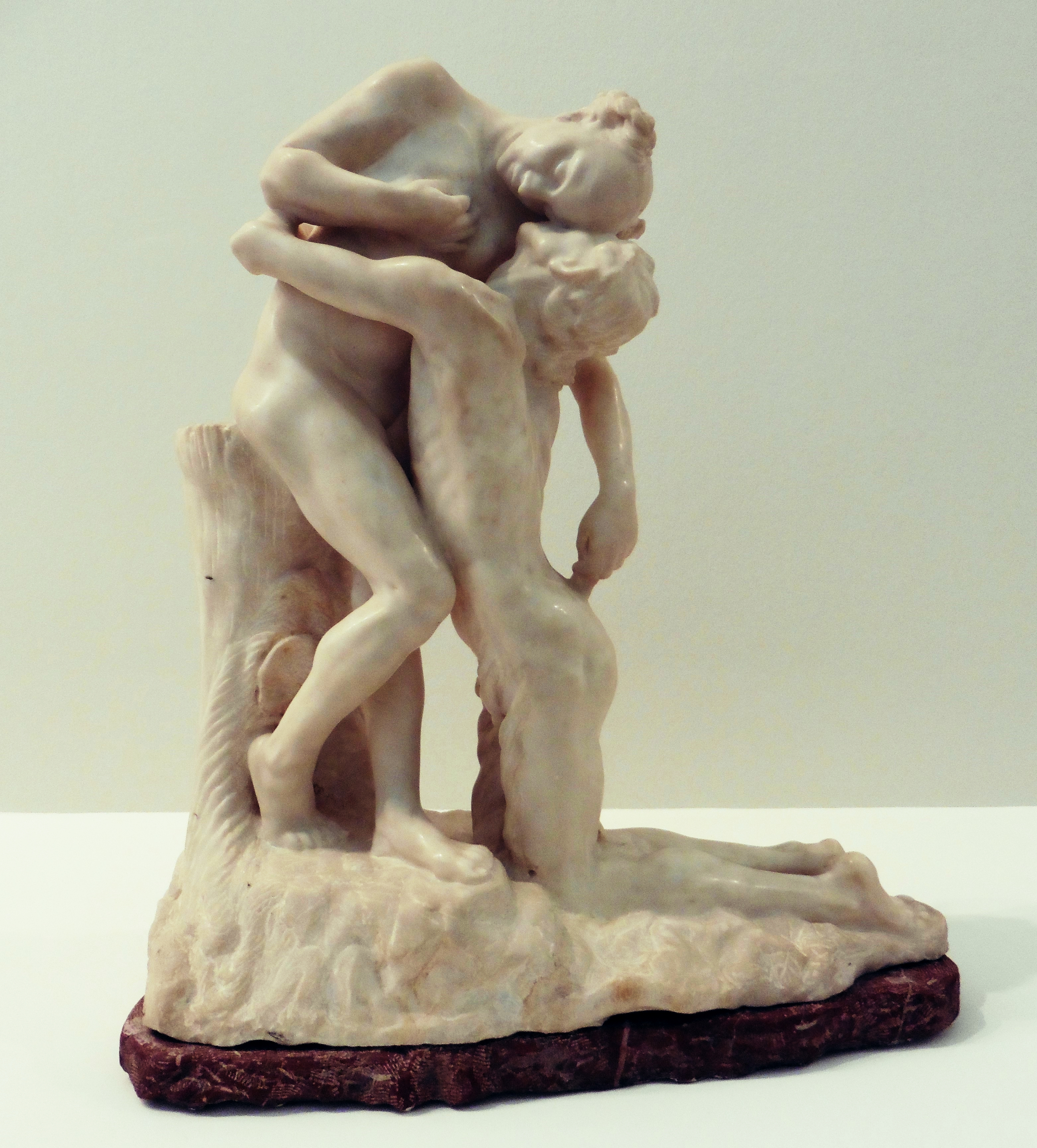
Vertumne et Pomone (1905) par Camille Claudel, Roubaix.
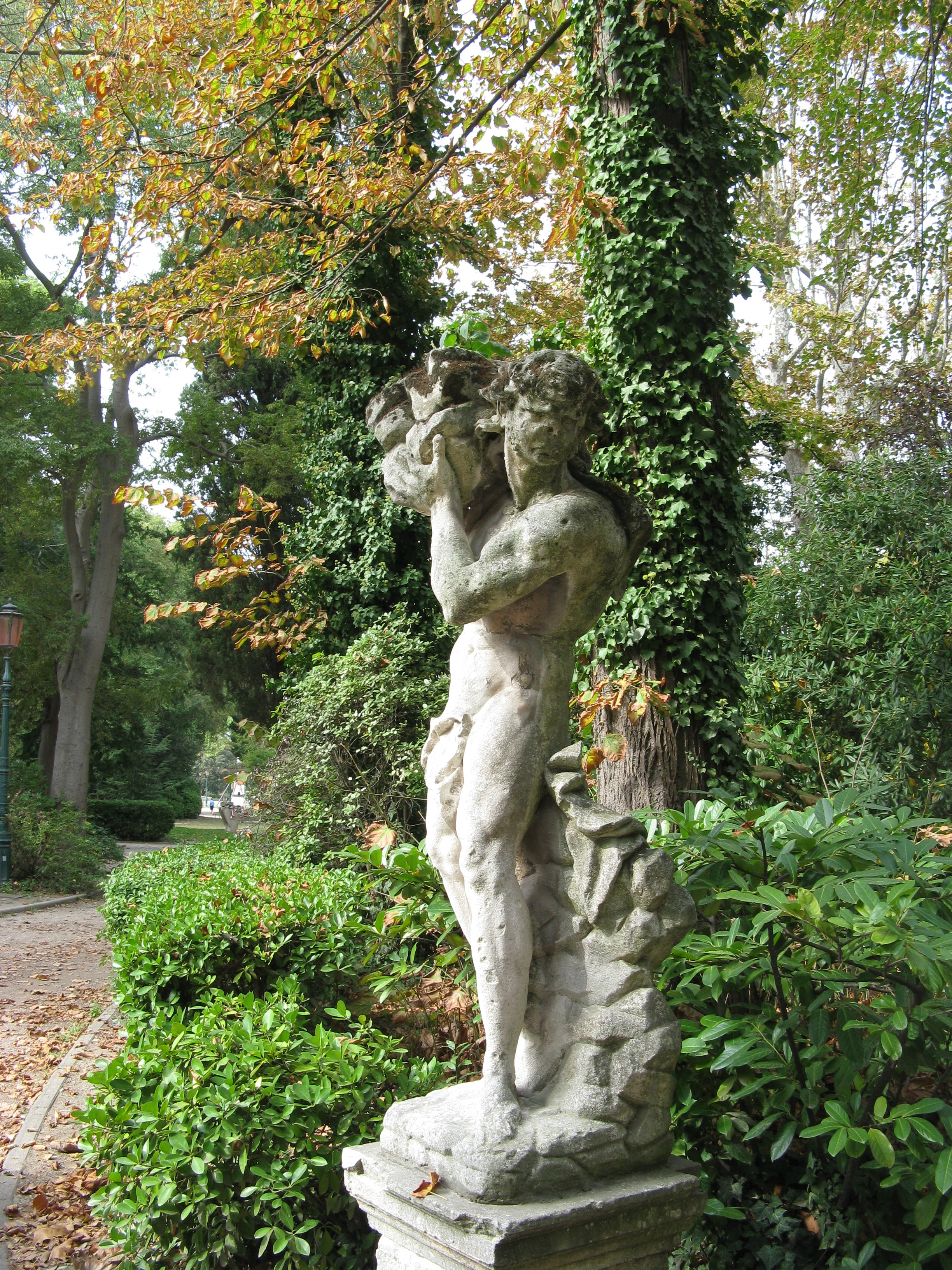
Vertumne à la Biennale, à Venise.

## Interprétations modernes
David Littlefield trouve dans l'épisode un mouvement qui s'éloigne des mythes de rapt et viol pour partir vers le désir mutuel, avec comme toile de fond un paysage latin ordonné et « civilisé ».
À l'inverse, Roxanne Gentilcore lit plutôt dans sa diction et ses stratégies narratives des images de tromperie, de menace voilée et de séduction, dans lesquelles Pomone, la hamadryade apprivoisé incarnant désormais le verger, n'a pas de voix.